# Cornedo all'Isarco
Cornedo all'Isarco (en allemand, Karneid) est une commune italienne d'environ 3 400 habitants située dans la province autonome de Bolzano dans la région du Trentin-Haut-Adige dans le nord-est de l'Italie.

## Répartition des langues
Selon le recensement de 2011, la plupart des habitants (89 %) parlent l'allemand comme langue maternelle, 10,7 % parlent l'italien nativement et 0,3 % le ladin.

## Administration
| Période                                  | Période | Identité | Étiquette | Qualité |
| ---------------------------------------- | ------- | -------- | --------- | ------- |
|                                          |         |          |           |         |
| Les données manquantes sont à compléter. |         |          |           |         |

### Hameaux
Prato all'Isarco, Briè, San Valentino in Campo, Cardano, Collepietra

### Communes limitrophes
Les communes limitrophes sont  Bolzano, Fiè allo Sciliar, Nova Levante, Nova Ponente, Renon et Tires.